# Gregg Allman Band
Gregg Allman Band, někdy také Gregg Allman & Friends je americká jižanská a blues rocková skupina, kterou založil v roce 1986 Gregg Allman.

## Sestavy

### 1986-1988
- Gregg Allman - zpěv, kytara, Hammond B-3
- Dan Toler - kytara
- David Toler - bicí
- Bruce Waibel - baskytara, doprovodný zpěv
- Tim Heding - klávesy, doprovodný zpěv
- Chaz Trippy - perkuse

### Současní členové
- Gregg Allman - zpěv, kytara, Hammond B-3
- Floyd Miles - perkuse, zpěv
- Bruce Katz - klávesy
- Scott Sharrard - kytara
- Jerry Jemmott - baskytara
- Steve Potts - bicí
- Jay Collins - rohy